# 무조건 토지 상속권
|                                           |
| 미국의 재산법                             |
| 미국법 시리즈                             |
| 재산 획득                                 |
| 증여 · 취득시효 · 채권양도                |
| 유실물                                    |
| 처분 · 위탁 · 허가                        |
| 재산권                                    |
| 완전 사유권 · 단순부동산권 · 한사부동산권 |
| 생애부동산권 · 조건부 부동산권            |
| 미래권리 · 부동산 공동소유                |
| 부동산임차권 · 연립주택                   |
| 토지권리의 양도 증서                      |
| 선의의 취득자 · 권원등기제도              |
| 양도증서에 의한 금반언 · 권리 포기서      |
| 임대차 · 형평법상 재산권의 이전           |
| 소유권부담제거소송 · 국가귀속             |
| 미래사용 제한                             |
| 양도제한                                  |
| 영구구속금지의 원칙                       |
| 쉘리사건의 원칙                           |
| 상속권원우선원칙                          |
| 비소유 토지권                             |
| 지역권 · 이익                             |
| 토지와 함께 이전하는 약관                 |
| 에퀴티상의 지역권                         |
| 관련 주제                                 |
| 부착물 · 훼손 · 분할                      |
| 용수권                                    |
| 측면‧지하지지권                           |
| 네모닷                                    |
| 미국법의 다른 영역                        |
| 계약법 · 불법행위법                       |
| 유언신탁법                                |
| 형법 · 증거법                             |

무조건 토지 상속권(無條件土地相續權, fee simple) 또는 단순 부동산권, 절대세습 부동산권, 조건없는 상속가능 부동산권은 영미법하에서 가장 보편적인 소유권의 형식으로 부동산을 완전히 소유하는 것을 말한다. 땅을 자유롭게 사고 팔고 양도 및 임대, 상속이 가능하다. 그러나 정부의 권한으로 과세, 몰수 등 권리 제한이 있을 수 있다. 추가적으로 일부 특정한 권리 제한이 있는 경우 조건 단순 부동산권(fee simple conditional)이라고 한다.

## 같이 보기
- 미국의 재산법

## 참고 문헌
- 에르난도 데 소토, 《자본의 미스터리》 세종서적, 2003. (ISBN 8984071323)